# نيكولاس ألنوجي
نيكولاس ألنوجي (بالفرنسية: Nicolas Alnoudji)‏ (مواليد 9 ديسمبر 1979) هو لاعب كرة قدم. يلعب مع منتخب الكاميرون لكرة القدم. سبق له أن لعب في كأس العالم لكرة القدم مع منتخب بلاده.

## روابط خارجية
- نيكولاس ألنوجي على موقع الاتحاد الدولي (مؤرشف)  (الإنجليزية)
- نيكولاس ألنوجي على موقع رابطة كرة القدم الفرنسية للمحترفين (الإنجليزية)
- نيكولاس ألنوجي على موقع قاعدة بيانات كرة القدم.إي يو (الإنجليزية)
- نيكولاس ألنوجي على موقع بيانات كرة القدم. دي إي (الألمانية)
- نيكولاس ألنوجي على موقع ناشيونال فوتبول تيمز (الإنجليزية)
- نيكولاس ألنوجي على موقع أوليمبيديا (الإنجليزية)